# Powiat de Zgorzelec
Le powiat de Zgorzelec (en polonais powiat zgorzelecki) est un powiat appartenant à la Voïvodie de Basse-Silésie dans le sud-ouest de la Pologne.

## Division administrative
Le powiat comprend 7 communes.
- Communes urbaines : Zawidów, Zgorzelec

- Communes urbaines-rurales : Bogatynia, Pieńsk, Węgliniec

- Communes rurales : Sulików, Zgorzelec